# Mallorca Open 2017
Mallorca Open 2017 byl tenisový turnaj pořádaný jako součást ženského okruhu WTA Tour, který se odehrával na otevřených travnatých dvorcích v místním Santa Ponsa Tennis Clubu. Probíhal mezi 19. až 25. červnem 2017 v západomallorském přímořském letovisku Santa Ponsa jako druhý ročník turnaje.
Turnaj s rozpočtem 250 000 dolarů patřil do kategorie WTA International Tournaments. Nejvýše nasazenou hráčkou ve dvouhře se stala světová osmnáctka Anastasija Pavljučenkovová z Ruska. Jako poslední přímá účastnice do dvouhry nastoupila francouzská 72. hráčka Pauline Parmentierová.
Na tenisový okruh se po téměř jednoroční přestávce v důsledku těhotenství a mateřské dovolené vrátila bývalá světová jednička Viktoria Azarenková z Běloruska.
Druhou kariérní trofej z dvouhry si odvezla 27letá Lotyška Anastasija Sevastovová, pro niž to byl rovněž první titul na trávě.  Deblovou soutěž ovládl tchajwansko-švýcarský pár Čan Jung-žan a Martina Hingisová poté, co do finále nenastoupila dvojice  Jelena Jankovićová a Anastasija Sevastovová, když Lotyška před duelem odstoupila pro poranění stehna.

## Distribuce bodů a finančních odměn

### Distribuce bodů
| Soutěž  | vítězky | finalistky | semifinalistky | čtvrtfinalistky | 16 v kole | 32 v kole | Q  | Q3 | Q2 | Q1 |
| ------- | ------- | ---------- | -------------- | --------------- | --------- | --------- | -- | -- | -- | -- |
| dvouhra | 280     | 180        | 110            | 60              | 30        | 1         | 18 | 14 | 10 | 1  |
| čtyřhra | 280     | 180        | 110            | 60              | 1         | —         | —  | —  | —  | —  |

### Finanční odměny
| Soutěž                                | vítězky | finalistky | semifinalistky | čtvrtfinalistky | 16 v kole | 32 v kole | Q | Q2     | Q1   |
| ------------------------------------- | ------- | ---------- | -------------- | --------------- | --------- | --------- | - | ------ | ---- |
| dvouhra                               | €34 677 | €17 258    | €9 274         | €4 980          | €2 742    | €1 694    | — | €1 020 | €600 |
| čtyřhra                               | €9 919  | €5 161     | €2 770         | €1 468          | €774      | —         | — | —      | —    |
| částky ve čtyřhře jsou uváděny na pár |         |            |                |                 |           |           |   |        |      |

## Ženská dvouhra

### Nasazení
| Stát                           | Hráčka                     | WTA | Nasazení |
| ------------------------------ | -------------------------- | --- | -------- |
| Rusko                          | Anastasija Pavljučenkovová | 18. | 1.       |
| Lotyšsko                       | Anastasija Sevastovová     | 19. | 2.       |
| Francie                        | Caroline Garciaová         | 21. | 3.       |
| Španělsko                      | Carla Suárezová Navarrová  | 23. | 4.       |
| Nizozemsko                     | Kiki Bertensová            | 27. | 5.       |
| Itálie                         | Roberta Vinciová           | 32. | 6.       |
| Chorvatsko                     | Ana Konjuhová              | 33. | 7.       |
| Maďarsko                       | Tímea Babosová             | 36. | 8.       |
| Žebříček WTA k 12. červnu 2017 |                            |     |          |

### Jiné formy účasti
Následující hráčky obdržely divokou kartu do hlavní soutěže:
- Viktoria Azarenková
- Sabine Lisická
- Francesca Schiavoneová
- Sara Sorribesová Tormová

Následující hráčky postoupily z kvalifikace:
- Verónica Cepedeová Roygová
- Jana Čepelová
- Kirsten Flipkensová
- Beatriz Haddad Maiová
- Ons Džabúrová
- Anna Kalinská

Následující hráčka postoupila z kvalifikace jako tzv. šťastná poražená:
- Sara Erraniová

### Odhlášení
před zahájením turnaje
- Annika Becková → nahradila ji  Mandy Minellaová
- Anett Kontaveitová → nahradila ji  Sara Erraniová
- Monica Niculescuová → nahradila ji  Risa Ozakiová
- Laura Siegemundová → nahradila ji  Varvara Lepčenková

### Skrečování
- Kiki Bertensová

## Ženská čtyřhra

### Nasazení
| Stát                                                                       | Hráčka                 | Stát      | Hráčka                         | WTA | Nasazení |
| -------------------------------------------------------------------------- | ---------------------- | --------- | ------------------------------ | --- | -------- |
| Čínská Tchaj-pej                                                           | Čan Jung-žan           | Švýcarsko | Martina Hingisová              | 9.  | 1.       |
| Maďarsko                                                                   | Tímea Babosová         | Česko     | Andrea Hlaváčková              | 19. | 2.       |
| Německo                                                                    | Anna-Lena Grönefeldová | Česko     | Květa Peschkeová               | 54. | 3.       |
| Slovinsko                                                                  | Andreja Klepačová      | Španělsko | María José Martínez Sánchezová | 61. | 4.       |
| Žebříček WTA k 12. červnu 2017; číslo je součtem umístění obou členek páru |                        |           |                                |     |          |

### Jiné formy účasti
Následující páry obdržely divokou kartu do hlavní soutěže:
- Eugenie Bouchardová /  Sabine Lisická
- Verónica Cepedeová Roygová /  Sara Sorribesová Tormová

## Přehled finále

### Ženská dvouhra
- Anastasija Sevastovová vs.  Julia Görgesová, 6–4, 3–6, 6–3

### Ženská čtyřhra
- Čan Jung-žan /  Martina Hingisová vs.  Jelena Jankovićová /  Anastasija Sevastovová, bez boje